# Белаш, Борис Фёдорович
Борис Фёдорович Белаш (укр. Борис Федорович Білаш; род. 1941, рудник Чирагидзор, Ханларский район) — советский, украинский писатель и поэт, член Национального союза писателей Украины, политик, член партии Русский блок, а также Партии регионов, народный депутат Украины V, VI созывов, Герой Украины (2011). Заслуженный работник культуры Украины (1999).

## Биография
Родился 1 августа 1941 года на руднике Чирагидзор в Азербайджане.
В 1944 году вместе с семьёй переехал в Донбасс. Юные годы прошли в Горловке, где закончил Индустриальный техникум, после чего работал горнорабочим очистного забоя и забойщиком на легендарной донбасской шахте «Кочегарка».
Образование высшее, сперва закончил Харьковский педагогический институт, а позже в 1974 году окончил Литературный институт им. М.Горького в Москве по специальности «поэзия». Член Союза писателей СССР, член Союза писателей Украины. Автор множества поэтических книг. Также является автором гимна города Святогорск.
В Донецке в 1980-х годах руководил областным литературным объединением имени Владимира Сосюры.
С февраля по ноябрь 2007 года — народный депутат Верховной Рады Украины V созыва (от Партии регионов). Член Комитета по вопросам прав человека, национальных меньшинств и межнациональных отношений (с 03.2007).
Член Партии регионов. С марта по декабрь 2012 года Борис Билаш – народный депутат Украины VI созыва от Партии регионов, стал депутатом вместо Алексея Лелюка, полномочия которого были досрочно прекращены Верховной радой Украины. Член Комитета по вопросам прав человека, национальных меньшинств и межнациональных отношений (с 03.2012).
В настоящее время[когда?] — пенсионер, проживает в городе Донецк.

## Награды и звания
- Герой Украины с вручением ордена Державы (23 августа 2011 года) — за выдающийся личный вклад в обогащение национального культурно-художественного наследия, многолетнюю плодотворную творческую деятельность[5]
- Орден «За заслуги» ІІІ степени (3 июля 2002 года) — за весомый личный вклад в социально-экономическое и культурное развитие региона, высокий профессионализм и по случаю 70-летия образования Донецкой области[6].
- Заслуженный работник культуры Украины (16 октября 1999 года) — за весомые достижения в профессиональной деятельности, многолетний добросовестный труд[7].
- Орден Преподобного Нестора Летописца (Украинская православная церковь (Московского патриархата))[8].
- Почётный гражданин г. Святогорска Донецкой области.

## Комментарии
1. ↑  Чирагидзор[2] ныне — в Гёйгёльском районе.